# حبيل الشبة

تعديل مصدري - تعديل

حبيل الشبة هي إحدى قرى عزلة سباح بمديرية سباح التابعة لمحافظة أبين، بلغ تعداد سكانها 81 نسمة حسب تعداد اليمن لعام 2004.